# Das Racist
Das Racist is een alternatieve hiphop groep uit Brooklyn, bestaande uit emcees Himanshu Suri (alias Heems) en Victor Vazquez (alias Kool A.D.) en Hypeman Ashok Kondabolu (aka Dapwell). Ze staan bekend voor hun gebruik van humor, academische referenties, vreemde zinspeling en onconventionele stijl. Das Racist wordt zowel weggelachen als een grap of geprezen als een broodnodige nieuwe stem in rap. 

## Discografie
- Shut Up, Dude (2010)
- Sit Down, Man (2010)